# Cadmi(II) thiocyanat
Cadmi(II) thiocyanat là một hợp chất vô cơ, một muối của kim loại cadmi và axit thiocyanic có công thức hóa học Cd(SCN)2, tinh thể không màu, ít tan trong nước.

## Điều chế
- Tác dụng của axit thiocyanic với cadmi(II) hydroxide hoặc cacbonat sẽ tạo ra muối:

{\displaystyle {\mathsf {Cd(OH)_{2}+2HSCN\ \xrightarrow {} \ Cd(SCN)_{2}+2H_{2}O}}}
{\displaystyle {\mathsf {CdCO_{3}+2HSCN\ \xrightarrow {\tau ^{o}C} \ Cd(SCN)_{2}+CO_{2}\uparrow +H_{2}O}}}
- Phản ứng trao đổi của cadmi(II) sunfat và bari thiocyanat cũng tạo ra muối:

{\displaystyle {\mathsf {CdSO_{4}+Ba(SCN)_{2}\ \xrightarrow {} \ Cd(SCN)_{2}+BaSO_{4}\downarrow }}}

## Tính chất vật lý
Cadmi(II) thiocyanat tạo thành các tinh thể không màu.
Nó ít tan trong nước.

## Tính chất hóa học
Nó hòa tan trong dung dịch của các thiocyanat kim loại kiềm, tạo ra phức:
{\displaystyle {\mathsf {Cd(SCN)_{2}+2NaSCN\ \xrightarrow {} \ Na_{2}Cd(SCN)_{4}}}}

## Hợp chất khác
Cd(SCN)2 còn tạo một số hợp chất với N2H4, như Cd(SCN)2·2N2H4 là tinh thể màu trắng, bị phân hủy khi gặp nước nóng, tạo ra cadmi(II) hydroxide. Nó hòa tan trong dung dịch amonia và axit.
Cd(SCN)2 còn tạo một số hợp chất với CON4H6, như Cd(SCN)2·CON4H6 là tinh thể trắng, phân hủy ở 188–189 °C (370–372 °F; 461–462 K). Cd(SCN)2·2CON4H6 cũng có bề ngoài tương tự, phân hủy ở 157–158 °C (315–316 °F; 430–431 K).
Cd(SCN)2 còn tạo một số hợp chất với CS(NH2)2, như Cd(SCN)2·2CS(NH2)2·2H2O là tinh thể không màu, D = 1,95 g/cm³.
Cd(SCN)2 còn tạo một số hợp chất với CSN3H5, như Cd(SCN)2·2CSN3H5 là tinh thể không màu, D = 2,17 g/cm³.